# Cathédrale Saint-Pierre-et-Saint-Paul de Šabac
Pour les articles homonymes, voir Cathédrale Saint-Pierre-et-Saint-Paul.
La cathédrale Saint-Pierre-et-Saint-Paul de Šabac (en serbe cyrillique : Саборна црква светих апостола Патра и Павла у Шапцу ; en serbe latin : Saborna crkva svetih apostola Patra i Pavla u Šapcu) est une cathédrale serbe, de rite orthodoxe serbe, située à Šabac, dans le district de Mačva, en Serbie. Elle est inscrite sur la liste des monuments culturels protégés de la république de Serbie (no SK 1470),,.
La cathédrale est le siège de l'éparchie de Šabac.

## Présentation

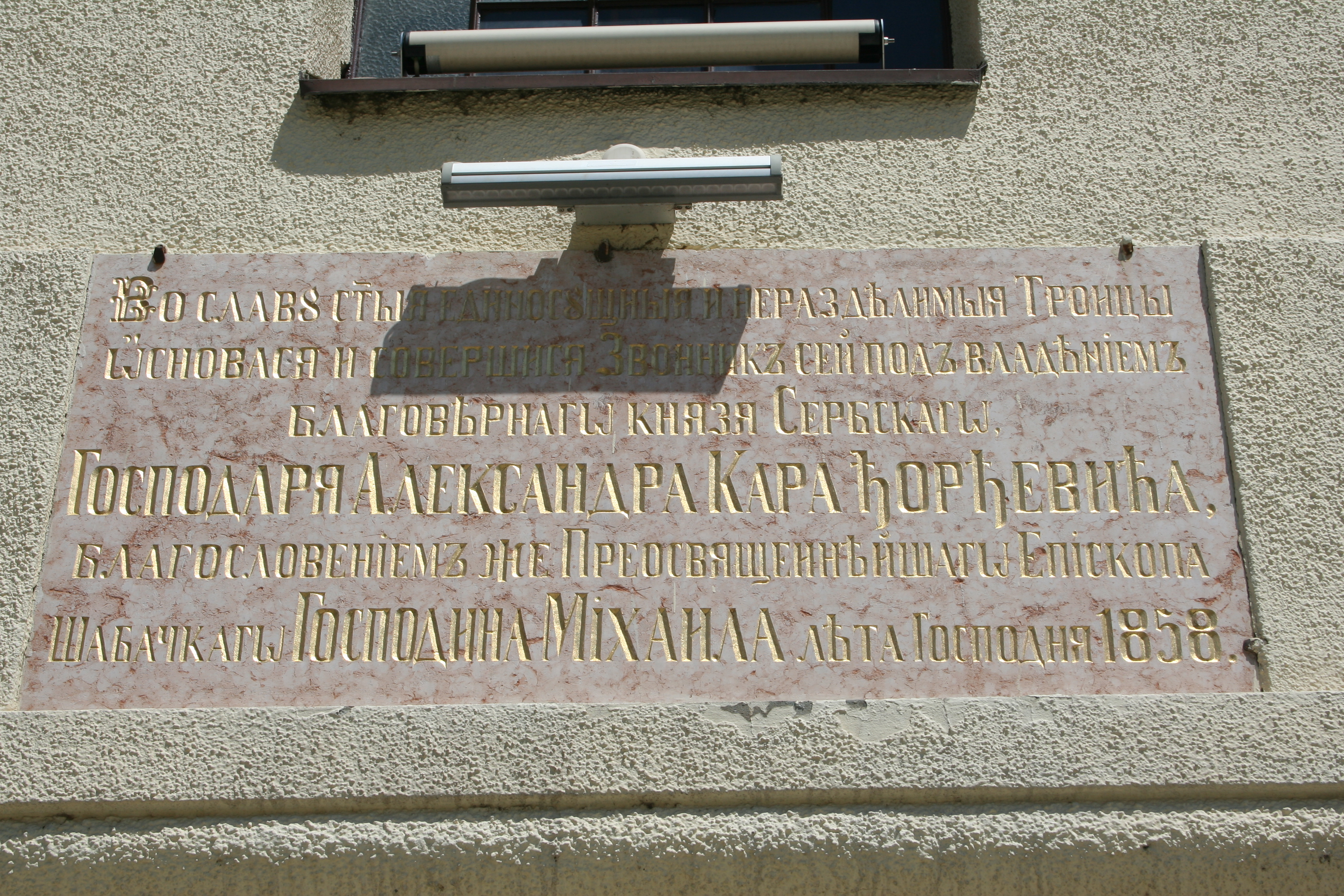
Plaque commémorative pour l'érection du clocher.

Les premières données fiables concernant l'existence d'une église en bois à Šabac remonte à l'occupation autrichienne de la Serbie ottomane entre 1718 et 1739.
L'église actuelle, située 1 rue Masarikova, est dédiée à saint Pierre et à saint Paul ; elle a été construite entre 1826 et 1831 ; c'est ainsi que l'écrivain Joakim Vujić, passant par Šabac en 1986, indique que tous les matériaux de construction sont prêts pour la construction d'une nouvelle église ; au-dessus de l'entrée nord de l'édifice, une plaque commémorative datée de l'été 1831 se réfère notamment au sultan Mahmoud II et au prince de Serbie Miloš Obrenović. Le clocher qui domine la façade occidentale a été ajouté en 1858 et érigé par le maître constructeur Kosta Dimović d'Ohrid ; la construction du clocher est placée sous le patronage du prince Alexandre Karađorđević et de l'évêque de l'éparchie de Šabac-Valjevo Michel. Toujours en 1858, sept cloches fondues à Kragujevac ont été offertes à l'église par Tomanija Obrenović, la femme de Jevrem Obrenović.
En 1852, l'éparchie de Šabac a signé un contrat avec Pavle Simić pour la peinture de l'iconostase ; la réalisation des œuvres qui la composent a duré de 1852 à 1857. L'iconostase a été sculptée par Đorđe Dević de Bačka Palanka et terminée par Miloš Branković.

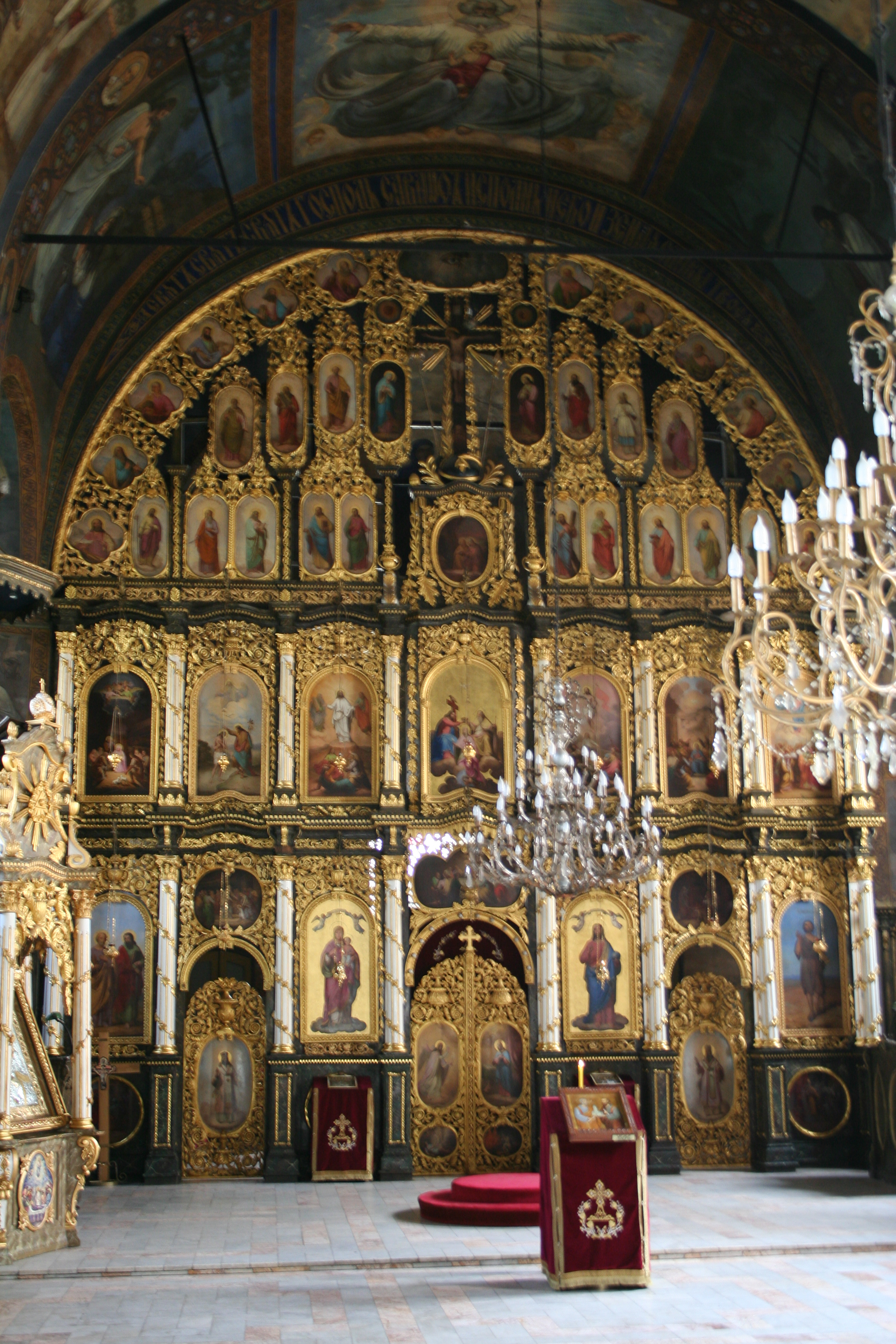
L'iconostase de la cathédrale.

Endommagée pendant la Première Guerre mondiale, l'église a été restaurée. Une icône représentant saint Jean-Baptiste a été peinte par Stevan Čalić, un artiste originaire de Šabac. En 1932, les murs de l'édifice ont été ornés de fresques par Andrej Bicenko, un peintre originaire de Russie.

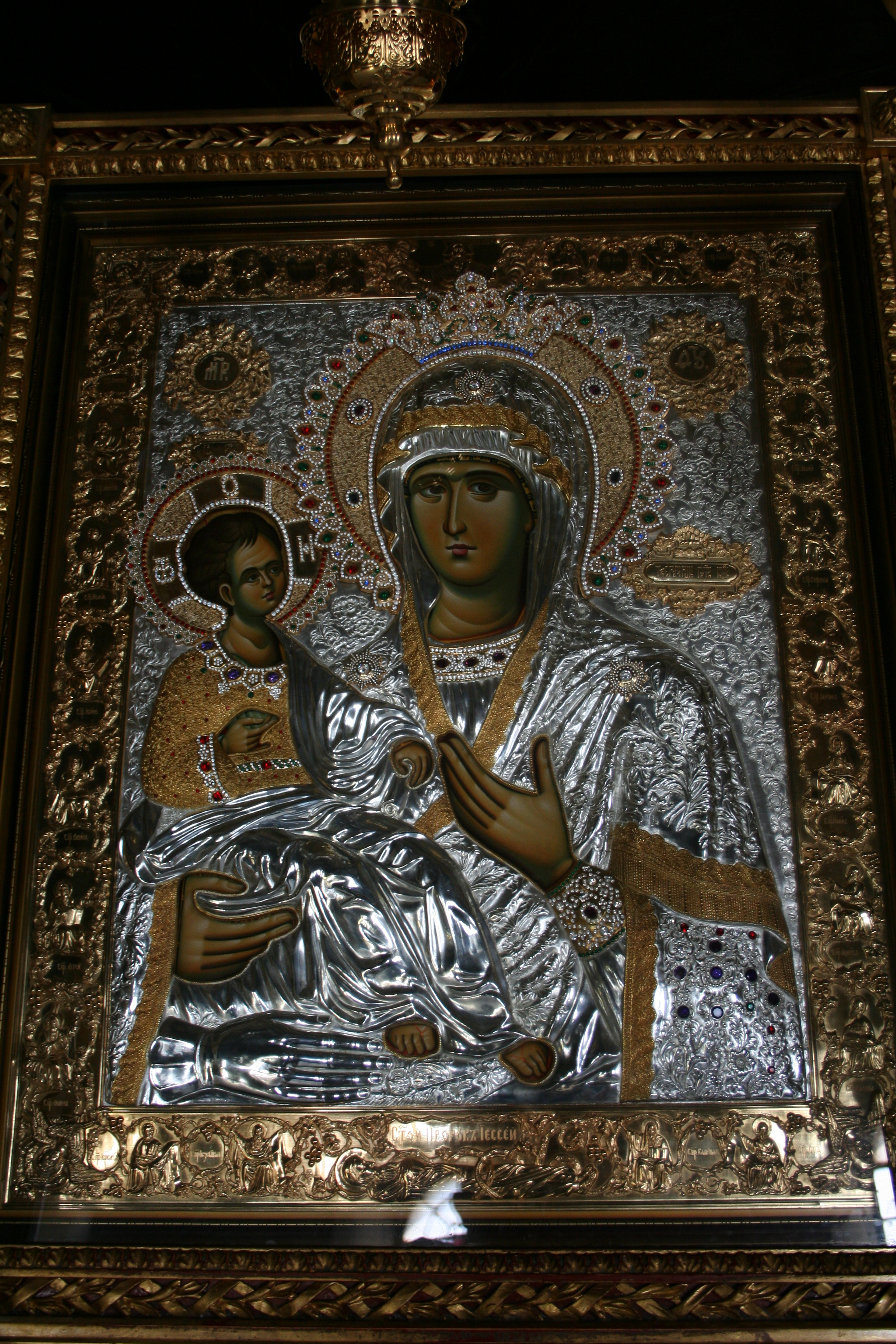
Icône de la Mère de Dieu à trois mains, dans la cathédrale.

Plusieurs personnalités ecclésiastiques sont enterrées dans la crypte de l'église, Jovan Pavlović, Marko Petrović, Jovan Živković, Adam Teodorović et l'évêque Samuilo Pantelić (1884-1886).